# Qasim Amin
Qasim Amin (en árabe: قاسم أمين; Alejandría, 1 de diciembre de 1863-El Cairo, 22 de abril de 1908) fue un jurista egipcio integrado en la corriente del modernismo islámico y uno de los fundadores del movimiento nacional egipcio y de la Universidad de El Cairo. Está considerado como el «primer feminista» del mundo árabe. Este intelectual egipcio desarrolló toda su obra en torno a su interés por la mujer egipcia, afirmando que el subdesarrollo de la misma y la falta de libertad incidían totalmente en el atraso de la nación.

## Biografía
Nació en Alejandría, de madre egipcia y padre de origen kurdo. Estudió sus estudios secundarios y universitarios en El Cairo. En la Madrasa al-Huquq al- Judiwiyya obtendrá el título de abogado en 1891. Tras trabajar en un bufete de abogados en El Cairo, se trasladó a París, donde contempló desde la perspectiva exterior, los problemas de su país, Egipto. Rechazó la ocupación británica, en su libro Les Egyptiens, libro que Qasim Amin publicó en 1894, como respuesta a la obra del duque de Harcourt, L’Egypte et les Egyptiens, de 1893, donde se expone el ideario colonialista británico respecto a Egipto.
Sin embargo, años después le confió a un amigo que no estaba satisfecho con tal defensa. De hecho en 1899 publicó La liberación de la mujer, dirigido a sus compatriotas y con un objetivo bien distinto. En 1900, y como respuesta a las críticas que había recibido, publica La nueva mujer, dedicada a Saad Zaghlul (1859-1927), uno de los padres de la nación egipcia. Ambos textos generaron una gran reacción en contra.
Tras acabar derecho ocupó un alto cargo en el ejército del Pasha Ismail (1830-1895). Fue uno de los 37 estudiantes becados en 1881 por el gobierno para completar su formación durante cuatro años en la Universidad de Montpellier. En esta época trabajó también en la revista Al-Urwa al-Wuzqa (El lazo indisoluble) editada y fundada por Al-Afgani (1838-1897) y Muhammad Abdu (1839-1905), dos de los principales artífices del reformismo árabe contemporáneo. Al volver a Egipto contrajo matrimonio emparentando con una familia egipcia aristocrática y desarrollando su carrera profesional en puestos de relevancia como jurista.
En 1883 colaboró activamente en la puesta en marcha de la revista antiimperialista y panislamista fundada en París por los reformistas Al-Afghani y Muhammad Abduh, que llevaba por título al-'Urwa al wuthqa ('El lazo indisoluble').
Dedicó toda su carrera en favor de la emancipación de la mujer. Fue muy criticado, por ser muy pro occidental. Finalmente murió en su casa, en El Cairo, el 23 de abril de 1908.

## La Nahda
Qasim Amin estaba inmerso en todo ese movimiento reformista, en la nahda, en campos como la educación o la jurisprudencia. A su vuelta a Egipto, reflexionó en su primer libro, la liberación de la mujer, en el que argumenta que la mejora de la mujer egipcia, y árabe, debía conseguirse a partir de los postulados de un islam bien entendido por y para una nueva educación social que renovara a Egipto y le librara del poder colonial. Amin estuvo influenciado por varios pioneros del movimiento, en particular por Muhammad Abduh, para quien se había convertido en traductor, mientras estaba en Francia. Abdu culpó a los tradicionalistas islámicos por la decadencia moral e intelectual del mundo islámico que, según él creía, causó la colonización de la sociedad islámica por las fuerzas occidentales. Egipto en ese momento era una colonia del Imperio británico y en parte de Francia.
El tradicionalismo islámico, creía Abdu, había abandonado la verdadera fe islámica y había seguido los hábitos culturales en lugar de la religión que les habría dado mayor intelecto, poder y justicia. Además, criticó la dominación patriarcal de las mujeres dentro de la familia mantenida en nombre de la ley sharia. Abdu abogó por que todos los musulmanes se unan, regresen al verdadero mensaje enviado por Allah que dio a las mujeres el mismo estatus y resistan al imperialismo occidental que había ocupado el mundo musulmán. Muy impactado por la influencia de Muhammad Abduh y aunque era un estudiante educado en las estructuras coloniales, Amin también sostenía que los musulmanes tradicionales habían creado una sociedad inferior al no seguir las verdaderas leyes islámicas, que defendían el derecho de las mujeres en la sociedad, sino que seguían los valores culturales para mantener a las mujeres egipcias en la sumisión.
A la pregunta de cuáles son las razones de la involución de la mujer egipcia en particular, y árabe en general, con respecto a la occidental, Amin esgrime varios motivos, entre los que destacan el totalitarismo imperante en la sociedad, la ignorancia consecuencia de su aislamiento en la casa y de que no tenga oportunidades de recibir una educación y de trabajar.

## La cuestión del velo
Según Amin, los musulmanes adoptaron el velo (haciendo referencia al velo integral y no al hijab) de otras culturas e hicieron de él un atuendo religioso contrario al espíritu del islam. El Corán (24, 30-31) habla en todo caso de recato,  el sentido de las aleyas es ambiguo, pero no prescribe el velo integral. Las citadas aleyas permiten enseñar partes del cuerpo a extraños pero no especifican en qué situaciones. Y no hay acuerdo entre los intérpretes, los eruditos y los líderes religiosos. Un hadiz relata que Aisha, la esposa preferida del Profeta, contaba que este le había dicho a Asma, hija también de Abu Bakr, que solo mostrase su cara y sus manos. Amin concluye que son las desventajas del velo en la época la razón por la que la sharía permitía a las mujeres descubrir la cara y las palmas, derogando así una costumbre restrictiva y no originaria del islam.
Amin defendía la abolición del velo, considerándolo nefasto para la libertad humana interponiéndose y siendo obstáculo para la educación de la mujer. Amin afirma que el velo, tal y como fue luego impuesto, impide la igualdad entre hombres y mujeres, reconocida por el islam, porque no es posible identificar la identidad del sujeto que está detrás del velo. Además, Dios no dividió el mundo en dos partes. Todas las variedades de velos integrales son una forma de esclavitud: «Es esclava la mujer que es obligada a cubrirse de tal forma que difícilmente pueda andar (…), respirar e incluso hablar. El velo «desvirtúa su apariencia exterior y pierde todo rasgo humano». La finalidad del velo es el control sexual de todas las mujeres. El velo es «el símbolo de esta ancestral tiranía». Amin argumenta que el velo y la segregación constituían «una enorme barrera entre la mujer y su emancipación, y en consecuencia una barrera entre la nación y su avance».

Un trozo de tela no garantiza virtud alguna. Nunca podrá controlar el pensamiento ni cambiar las inclinaciones y, por supuesto, no hay virtud sin libertad. El velo oculta los rasgos que permiten hablar de la belleza con naturalidad y promueve una temprana sexualización . El anonimato y la homogeneidad que impone pueden utilizarse para lo que se desee. El velo supone modelos muy concretos de hombre y de mujer, siembra la desconfianza y da por supuesto que la mujer es incapaz por sí de ser moral. Si la amenaza son los hombres, a ellos hay que velarlos; si las mujeres son las débiles, también, para no ser contemplados: «¿O es que la idea de libertad es diferente para cada sexo y hay dos tipos de derechos?». Cuando se impone por primera vez, la niña apenas ha recibido una educación básica. A partir de ahí, «sin ver el mundo más que a través de las ventanas (…), sin salir a no ser (…) envuelta en una mortaja, no puede llegar nunca a ser una persona viva, que piensa, que está informada de la vida de los demás y que puede convivir con ellos». El primer paso para la libertad femenina es «la desaparición del velo y la abolición de su uso».

## El matrimonio y la poligamia
Amin quería abordar la problemática del atraso de la mujer egipcia desde la esfera privada porque era consciente de que aquí se escondía el último obstáculo para su emancipación. La mujer es conducida «por su padre, cual ganado, a un esposo (…) sin que ella tenga nada que decir» Su vida transcurre bajo el yugo de distintos hombres: «el del padre (…) el del marido después, y, a la muerte de este, bajo el de sus hijos o el de sus parientes varones o parientes de su esposo si no hubiera tenido hijos». Su condición se llama esclavitud porque «desde que nace hasta que muere no vive por sí ni para sí (…) Piensa con los pensamientos de su marido, por sus ojos mira y por sus oídos oye. Quiere lo que él desea, actúa según su dictado y ni tan siquiera se mueve a no ser que él se lo ordene. Es (…) un objeto, como un apéndice del hombre». Se espera que sea «una agradable mascota cuyas necesidades son cubiertas por su dueño a cambio de entretenimiento.
Otro de los temas que aborda Amin es la poligamia, una práctica existente antes del islam. La considera una estratagema legal para que el hombre satisfaga sus deseos. Es incompatible con la igualdad y la justicia y desprecia a la mujer. Ninguna la acepta de buena gana. El Corán autoriza un número de esposas, pero le exige al hombre una condición imposible de cumplir : ser igual de justo con todas ellas, lo cual debería entenderse como su prohibición. Amin rechaza también los supuestos legales con los que se justifica: la enfermedad y la esterilidad de la mujer, ya que esta no es culpable de su enfermedad y el deseo de descendencia no tiene por qué obligar a la poligamia, pues la primera mujer puede rechazar seguir como esposa. Concluye que la poligamia es una fuente de conflicto, perjudica la educación y el bienestar de los hijos y empobrece a las familias. Es un vestigio de sociedades primitivas en las que la mujer se consideraba una especie única situada entre el ser humano y los animales. Está condenada a desaparecer, entre otras cosas por la mayor concienciación y formación de los hombres.

## Obras
Estuvo muy influenciado por Darwin, John Stuart Mill y por sus amigos Muhammad Abdu y Saad Zaghloul. Su libro de 1899 La liberación de la mujer (Tahrir al mara'a) y el de 1900 La nueva mujer (al mara'a al jadida) analizaron y abordaron  la pregunta del por qué Egipto había caído bajo el poder y yugo occidentales, a pesar de los siglos de aprendizaje y civilización egipcios, concluyendo que la explicación era la baja posición social y educativa de las mujeres egipcias. Por lo tanto la liberación de la mujer y su emancipación sería la base para un Egipto fuerte e independiente.

### La liberación de la mujer
En esta obra Amin, pidió la educación de las mujeres solo hasta el nivel primario. Mantuvo su creencia en la dominación patriarcal sobre las mujeres, aunque abogó por modificar la legislación que afecta el divorcio, la poligamia y la abolición del velo. El libro fue coescrito con Muhammad Abduh y Ahmad Lufti al-Sayid. El libro argumenta sus tesis apoyándose en numerosos versículos coránicos. Pero aun así, recibió numerosas críticas por parte de un gran sector de los ulemas egipcios.

La mujer ha vivido una gran inferioridad independientemente de la posición que ocupara en la familia, esposa, madre o hija, sin voz ni voto, sometida al hombre porque es hombre y porque ella es una mujer. Su persona desapareció en la del hombre, su universo se redujo a los rincones de su casa, se hizo competente en ignorancia y se tapó con las cortinas de la injusticia. El hombre la usa para su placer, divirtiéndose con ella cuando le apetece, arrojándola a la calle cuando le viene en gana».

### La nueva mujer
Amin imaginó a la "nueva mujer" emergiendo en Egipto, cuya conducta y acciones se inspiraban en la mujer occidental. Este libro fue considerado de naturaleza más liberal, pero usó el darwinismo social como argumento. En su libro, dice: "Una mujer puede ser entregada en matrimonio a un hombre que no conoce que le prohíbe el derecho a dejarlo y la obliga a hacer esto o aquello y luego la echa como él desea: esto es esclavitud". Esta obra es una defensa ante las críticas dirigidas a su Liberación de la mujer y asimismo, un alegato en pro de la reforma de la situación de la mujer egipcia centrándose en dos puntos fundamentales: como lo son la educación y la abolición del velo.

## Críticas
El feminismo de Qasim Amin tiene aparentemente varias contradicciones y, recientemente, ha recibido duras críticas por parte de una nueva generación de académicas y feministas. Estas críticas pueden resumirse en que la maternidad racional y científica ocupa un lugar central tanto en el discurso colonialista, en que las mujeres son “marcadas” como ignorantes y atrasadas, como en el discurso nacionalista aparentemente feminista de Amin. Tanto unos como otros declararon que las madres incultas e “ignorantes” no eran aptas para la formación de las nuevas generaciones. Por lo tanto, este discurso feminista de Amin se concibe del mismo grado que el de las potencias colonizadoras, ya que ambas propuestas quieren la emancipación de la mujer en tanto que sea útil para el nuevo país moderno, desarrollado y fuerte que se está construyendo en el imaginario, tanto colonial, como nacionalista.